# 李周英
李周英（韓語：이주영，1987年4月24日—），或译李珠煐，韩国女演员、模特儿。2015年通过李重贤执导的短片《身价》出道，并凭借此片获得第14届韩亚国际短片电影节“短片最佳演员奖”和第10届了不起的短片电影节“了不起的演员奖”。此后参演电影《信徒》、《三振集团英语托业班》、《通话惊魂》及Netflix原创剧集《保健教师安恩英》等多部作品，以扎实的演技和不局限于题材的角色消化能力给大众留下了深刻的印象。

## 影视作品

### 电影
- 2015年：短片《身价》饰演 女高中生
- 2016年：《竞走王》饰演 田径队队员
- 2016年：《蔡氏电影厅》饰演 熙秀
- 2017年：短片《Girls On Top》饰演 周英
- 2017年：短片《鼻鼻鼻 眼！》饰演 周英
- 2017年：短片《轻蔑》饰演 周英
- 2018年：《那才是我的世界》饰演 恩河
- 2018年：《信徒》饰演 周英
- 2018年：《我和春天的约定》饰演 朴美鲜
- 2018年：《白小姐》饰演 刘蔷薇
- 2019年：饰演 胜元的前女友 智妍
- 2020年：《三振集团英语托业班》饰演 宋素拉
- 2020年：饰演 善熙（特别出演）
- 2020年：《聲命線索》饰演 捡到手机的女子（声音出演）
- 2021年：饰演 珠恩
- 2021年：《动作英雄》饰演 善雅
- 2021年：短片《鬼朋友》饰演 中餐厅送餐员
- 2021年：饰演 浓妆[7]
- 2022年：《非常宣言》飾演 管制組長
- 2022年：《尹诗内失踪了》饰演 张荷多[8]
- 2023年：《幽靈》飾演 李英珠（友情出演）
- 2023年：《1勝》饰演 哈妮
- 2023年：《千萬別開門》饰演 吴达子
- 2023年：《怪谈晚餐（朝鲜语：괴담만찬）》饰演 智妍
- 2023年：《信徒2》饰演 露娜[9]

### 电视剧
- 2018年：tvN《Live》饰演 宋惠利
- 2018年：KBS2《國標舞女孩》饰演 朴慧真
- 2020年：Netflix《保健教师安恩英》饰演 韩雅凛
- 2022年：TVING《玫瑰公寓》饰演 刘南英
- 2022年：TVING《身价》饰演 祈祷的女子
- 2024年：Netflix《The 8 Show》饰演 春子[10]
- 2025年：Netflix《許願吧，精靈》饰演 敏智

## 奖项纪录
| 年份   | 颁奖礼                        | 奖项                    | 作品                   | 结果 | 备注   |
| ------ | ----------------------------- | ----------------------- | ---------------------- | ---- | ------ |
| 2016年 | 第14届韩亚国际短片电影节      | 短片最佳演员            | 《身价》               | 獲獎 |        |
| 2016年 | 第10届了不起的短片电影节      | 了不起的演员奖          | 《身价》               | 獲獎 |        |
| 2018年 | 第27届釜日電影獎              | 最佳女配角              | 《信徒》               | 提名 | [ 11 ] |
| 2018年 | 第39屆青龍電影獎              | 最佳女配角              | 《信徒》               | 提名 | [ 12 ] |
| 2019年 | 第55屆百想藝術大獎            | 电影部门 最佳新人女演员 | 《信徒》               | 提名 | [ 13 ] |
| 2019年 | 第24届 春史電影獎             | 最佳女配角              | 《信徒》               | 提名 |        |
| 2021年 | 第16届亚洲模特大奖            | 模特明星奖              | 《三振集团英语托业班》 | 獲獎 | [ 14 ] |
| 2022年 | 第1届牙山忠武路国际动作电影节 | 特别奖                  | 《动作英雄》           | 獲獎 | [ 15 ] |